# Харрис, Джоанн
Джоа́нн Ха́ррис (англ. Joanne Michèle Sylvie Harris; род. 3 июля 1964) — британская писательница, педагог.

## Биография
Джоанн Харрис родилась в городке Барнсли (Йоркшир, Великобритания) во франко-британской семье (мать — француженка, отец — англичанин). Джоанн училась в Уэйкфилдской школе для девочек, затем в колледже в Барнсли, потом изучала современные и средневековые языки в Колледже святой Катарины в Кембридже.
После окончания университета Джоанн Харрис работала продавцом, затем 15 лет преподавала французский язык в школе для мальчиков в Лидсе, вела курс французской литературы в университете Шеффилда.
Первый роман Джоанн Харрис «The Evil Seed» (в русском переводе 2011 года «Небесная подруга») был опубликован в 1989 году, но ни он, ни второй роман «Спи, бледная сестра» («Sleep, Pale Sister», 1993) не имели большого успеха.
Однако третий роман, мистическая мелодрама «Шоколад» («Chocolat», 1999), занял первое место в списке бестселлеров газеты «Санди Таймс» и вошёл в шорт-лист Уитбредовской премии в номинации «Роман». Кинокомпания «Мирамакс филмс» купила права на экранизацию. Благодаря успеху фильма «Шоколад» c Жюльет Бинош, Джуди Денч и Джонни Деппом роман приобрёл ещё большую популярность в мире.
В августе 2007 г. Джоанн Харрис опубликовала первую книгу «Руны» («Рунная магия») для детей и юношества.
Джоанн Харрис играет на бас-гитаре в группе, которую организовала в 16 лет, изучает древнеисландский язык. Живёт со своим мужем Кевином и дочерью Анушкой недалеко от того места, где родилась.